# Telmatobufo australis
Telmatobufo australis är en groddjursart som beskrevs av J. Ramón Formas 1972. Telmatobufo australis ingår i släktet Telmatobufo och familjen Calyptocephalellidae. IUCN kategoriserar arten globalt som sårbar. Inga underarter finns listade i Catalogue of Life.